# Steeven Assengue
Steeven Assengue (14 juni 2005) is een Belgisch voetballer die onder contract ligt bij Standard Luik.

## Carrière
Assengue ruilde op jonge leeftijd de jeugdopleiding van UR Namur voor die van Standard Luik. Op 11 augustus 2023 maakte hij zijn profdebuut in het shirt van SL16 FC, het beloftenelftal van Standard Luik: op de openingsspeeldag van de Challenger Pro League liet trainer Joseph Laumann hem starten tegen RFC Seraing, een stadsderby die de Standard-beloften met 3-0 verloren. Assengue mocht dat seizoen negen keer opdraven bij SL16 FC, waarvan wel maar drie keer als basisspeler.

## Clubstatistieken
| Seizoen         | Club            | Land            | Competitie            | Competitie | Competitie | Beker | Beker | Supercup | Supercup | Europees | Europees | Totaal | Totaal |
| Seizoen         | Club            | Land            | Competitie            | Wed.       | Dlp.       | Wed.  | Dlp.  | Wed.     | Dlp.     | Wed.     | Dlp.     | Wed.   | Dlp.   |
| --------------- | --------------- | --------------- | --------------------- | ---------- | ---------- | ----- | ----- | -------- | -------- | -------- | -------- | ------ | ------ |
| 2023/24         | SL16 FC         | Vlag van België | Eerste klasse B       | 9          | 0          | —     | —     | —        | —        | —        | —        | 9      | 0      |
| 2024/25         | SL16 FC         | Vlag van België | Eerste nationale ACFF | 12         | 0          | —     | —     | —        | —        | —        | —        | 12     | 0      |
| Carrière totaal | Carrière totaal | Carrière totaal | Carrière totaal       | 21         | 0          | 0     | 0     | 0        | 0        | 0        | 0        | 21     | 0      |

Bijgewerkt op 25 november 2024.